# یی آم
یی آم (به هانگول: 이암، هانجا: 李巖، دوران زندگی: ۱۴۹۹~؟) یک نقاش در دوره سلسله چوسان بود. او نوه پادشاه سجونگ کبیر از چهارمین پسرش بود.
نقاشی‌های وی به دلیل به نمایش گذاشتن سبک خاص نقاشی این هنرمند بسیار مشهور است، زیرا سبک نقاشی او با سبک نقاشی‌های سلسله چینی سونگ که در آن زمان در چوسان رواج داشت تفاوت چشمگیری دارد. این هنرمند پرتره‌های بسیاری از جمله پرتره پادشاه چونگ‌جونگ را خلق کرد.
امروزه چندین موزه در کره جنوبی آثار به جای مانده از وی را در درون موزه‌هایشان به نمایش گذاشته‌اند. او در نقاشی‌هایش حیوانات را به شکلی خلاقانه ترسیم می‌کرد، که این موضوع بر هنرمندان نسل بعد همانند کیم سیک (۱۶۶۲–۱۵۷۹) و بیون سانگ-بیوک تأثیر بسیاری گذاشته‌است. گفته می‌شود که یی آم با استفاده از روش مشاهده حداکثری، گل‌ها، حیوانات و حشرات کوچک را نقاشی می‌کرده‌است.

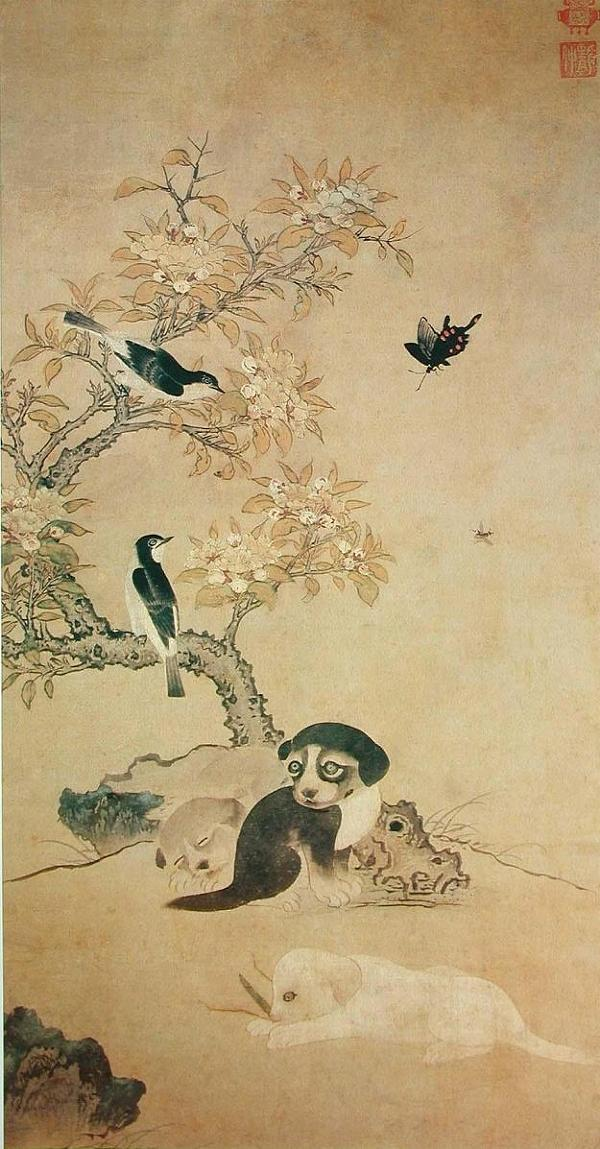
"هاجو گوداجو" (توله‌ها و گل‌ها، پرندگان)

نقاشی شاهین نشسته بر روی نشیمنگاه